# Barrie Mabbott
Barrie Mabbott, född den 19 november 1960 i Carterton i Nya Zeeland, är en nyzeeländsk roddare.
Han tog OS-brons i fyra med styrman i samband med de olympiska roddtävlingarna 1984 i Los Angeles.